# Balines
Balines är en långhårig variant av kattrasen siames.
Rasen uppkom i USA i början av 1950-talet, när två av en siameshonas ungar parade sig med varandra. Resultatet blev då långhåriga kattungar. I dag är balinesen både godkänd som egen ras, och vanlig som utställningskatt.

## Utseende
Balinesen är en mycket slank kattras med långa ben och svans, som är plymliknande, och en smidig kropp med siamesens klassiska colorpointutfärgning. Pälsen är silkig och lång men ligger tätt mot kroppen. Öronen är ofta välbehårade.

## Temperament
Balinesen är mycket lik siamesen i temperamentet, det vill säga livlig och alert, men har ett ljusare läte och påstås ofta vara mer lekfull än sin föregångare. Den har även ett något lugnare temperament än siameskatten. Balinesen är mycket intelligent.